# Heriberto Morales
Heriberto Ramón Morales Cortés (nació el 10 de marzo de 1975 en Morelia, Michoacán), es un exfutbolista y directivo mexicano; jugaba como defensa o lateral por izquierda y militó en Morelia, Monterrey, Guadalajara y Jaguares de Chiapas. 
Se graduó como Ingeniero Civil en la UMSNH. Actualmente juega semiprofesionalmente en la Liga Municipal de Fútbol de Morelia, A.C. y es copropietario del equipo de fútbol Atlético Valladolid de la Tercera División de México.

## Trayectoria

### Futbolista
En sus inicios como futbolista amateur, Heriberto era un joven algo pasado de peso, que sin embargo tenía excelente técnica y un potente disparo de balón. Tuvo una participación destacada en las ligas de fútbol rápido de su natal Morelia, destacando con su equipo "Pollos Don Chente" con varios campeonatos. Con la influencia de su padre el dentista Ramón Morales, quien tuvo un paso fugaz como futbolista profesional, fue admitido en las fuerzas básicas de Morelia, donde lo sometieron a un régimen de nutrición y físico-atlético tal, que dadas sus cualidades técnicas en poco tiempo lo llevaron al primer equipo. 
Fue registrado con el primer equipo en la Temporada 1994-1995, aunque debutó en la siguiente Temporada. 
Para la Temporada 1997-1998, es transferido a los Rayados del Monterrey, donde fue ubicado como defensa central. De cara al Invierno 1998, regresó a Morelia donde se convirtió en titular indiscutible.
Se convirtió en ídolo de la afición Purépecha al conseguir el primer y único título de Liga en su historia, esto en el Invierno 2000, siendo el héroe al cobrar el penal definitivo para la victoria en muerte súbita, contra los Diablos Rojos del Toluca (dirigido por Enrique Meza) y donde se distinguía el paraguayo José Saturnino Cardozo; la proeza se logró en la cancha de la "Bombonera", hoy en día el Estadio Nemesio Díez. 
El 2003 jugaría para las Chivas Rayadas del Guadalajara. En diciembre del 2003, llegó a Tuxtla Gutiérrez, para sellar su pase a Jaguares de Chiapas. Se retiró del fútbol profesional con los Naranjas al finalizar el Clausura 2007.

### Directivo
Fue director deportivo de Jaguares, Morelia y de los Rojinegros del Atlas.

## Estadísticas

### Clubes
La siguiente tabla detalla los encuentros disputados y los goles marcados en los clubes en los que jugó.
| Monarcas Morelia · México |               |               |     |    |    |    |    |     |     |   |
| 1ª | 1995-96       | 19            | 0   | -  | -  | -  | -  | 19  | 0   |   |
| 1ª | 1996-97       | 24            | 1   | 5  | 0  | -  | -  | 29  | 1   |   |
| 1ª | 1998-99       | 34            | 1   | -  | -  | -  | -  | 34  | 1   |   |
| 1ª | 1999-00       | 38            | 1   | -  | -  | -  | -  | 38  | 1   |   |
| 1ª | 2000-01       | 42            | 1   | -  | -  | -  | -  | 42  | 1   |   |
| 1ª | 2001-02       | 34            | 1   | 3  | 0  | 16 | 0  | 53  | 1   |   |
| 1ª | 2002          | 25            | 0   | 2  | 0  | -  | -  | 27  | 0   |   |
| Total club | Total club    | 216           | 5   | 10 | 0  | 16 | 0  | 242 | 5   |   |
| C.F. Monterrey · México |               |               |     |    |    |    |    |     |     |   |
| 1ª | 1997-98       | 32            | 1   | -  | -  | -  | -  | 32  | 1   |   |
| Total club | Total club    | 32            | 1   | -  | -  | -  | -  | 32  | 1   |   |
| C.D. Guadalajara · México |               |               |     |    |    |    |    |     |     |   |
| 1ª | 2003          | 25            | 0   | -  | -  | -  | -  | 25  | 0   |   |
| 1ª | 2003          | 20            | 0   | -  | -  | -  | -  | 20  | 0   |   |
| Total club | Total club    | 34            | 0   | -  | -  | -  | -  | 34  | 0   |   |
| Jaguares de Chiapas · México |               |               |     |    |    |    |    |     |     |   |
| 1ª |               |               |     |    |    |    |    |     |     |   |
| 2004 | 14            | 0             | -   | -  | -  | -  | 14 | 0   |     |   |
| 2004-05 | 8             | 0             | 1   | 0  | -  | -  | 9  | 0   |     |   |
| 2005-06 | 29            | 1             | -   | -  | -  | -  | 29 | 1   |     |   |
| 2006-07 | 25            | 0             | 3   | 0  | -  | -  | 28 | 0   |     |   |
| Total club | Total club    | 76            | 1   | 4  | 0  | -  | -  | 80  | 1   |   |
| Total carrera | Total carrera | Total carrera | 358 | 7  | 14 | 0  | 16 | 0   | 388 | 7 |
| (1)Incluye datos de la Copa México y Pre Pre Libertadores (2001 y 2002). (2)Incluye datos de la Pre Libertadores (2002), Copa Libertadores (2002) y Copa Campeones CONCACAF (2002). |               |               |     |    |    |    |    |     |     |   |

### Selección nacional
| Selección  | Año        | Amistosos | Amistosos | Eliminatorias | Eliminatorias | Mundial | Mundial | Copa Oro | Copa Oro | Copa América | Copa América | Copa Confederaciones | Copa Confederaciones | Total | Total |
| Selección  | Año        | Part.     | Goles     | Part.         | Goles         | Part.   | Goles   | Part.    | Goles    | Part.        | Goles        | Part.                | Goles                | Part. | Goles |
| ---------- | ---------- | --------- | --------- | ------------- | ------------- | ------- | ------- | -------- | -------- | ------------ | ------------ | -------------------- | -------------------- | ----- | ----- |
| México     |            |           |           |               |               |         |         |          |          |              |              |                      |                      |       |       |
| 2000       | 1          | 0         | -         | -             | -             | -       | -       | -        | -        | -            | -            | -                    | 1                    | 0     |       |
| 2001       | 1          | 0         | 3         | 0             | -             | -       | -       | -        | 5        | 0            | -            | -                    | 9                    | 0     |       |
| 2002       | 3          | 0         | -         | -             | -             | -       | -       | -        | -        | -            | -            | -                    | 3                    | 0     |       |
| Total club | Total club | 5         | 0         | 3             | 0             | -       | -       | -        | -        | 5            | 0            | -                    | -                    | 13    | 0     |

## Selección nacional de México
Debutó con el Tricolor el 25 de octubre del 2000, en un encuentro amistoso ante Estados Unidos, celebrado en Los Ángeles, California. El director técnico nacional era Enrique Meza.
El "Vasco" Javier Aguirre, convocó de nueva cuenta a Heriberto en julio del 2001, para afrontar la Copa América 2001, llevada a cabo en Colombia. 
Después de obtener el segundo lugar en la Copa América, Aguirre lo llamó cuatro veces más; para un partido amistoso ante Estados Unidos y para encarar los juegos de eliminatoria para la Copa Mundial de la FIFA 2002 ante Jamaica, Trinidad y Tobago y Costa Rica. 
Para el conjunto Tricolor, Heriberto estuvo disponible en 12 oportunidades; el último partido de Morales fue ante Estados Unidos, el 3 de abril del 2002, en un encuentro amistoso llevado a cabo en Denver, Colorado; Estados Unidos ganó 1-0.  

### Participaciones en torneos internacionales
| Competición                | Categoría     | Sede                                 | Resultado   | Partidos |
| -------------------------- | ------------- | ------------------------------------ | ----------- | -------- |
| Copa América 2001          | Sel. Mexicana | Colombia                             | Subcampeón  | 5        |
| Clasificación Mundial 2002 | Absoluta      | Norteamérica, Centroamérica y Caribe | Clasificado | 3        |

### Partidos
| #  | Fecha                   | Rival             | Sede             | Estadio                           | Resultado | Competición                |
| -- | ----------------------- | ----------------- | ---------------- | --------------------------------- | --------- | -------------------------- |
| 1  | 25 de octubre de 2000   | Estados Unidos    | Los Ángeles      | Los Angeles Memorial Coliseum     | 0-2       | Amistoso                   |
| 2  | 12 de julio de 2001     | Brasil            | Cali             | Estadio Olímpico Pascual Guerrero | 1-0       | Copa América 2001          |
| 3  | 18 de julio de 2001     | Perú              | Cali             | Estadio Olímpico Pascual Guerrero | 0-1       | Copa América 2001          |
| 4  | 22 de julio de 2001     | Chile             | Pereira          | Estadio Hernán Ramírez Villegas   | 1-0       | Copa América 2001          |
| 5  | 25 de julio de 2001     | Uruguay           | Pereira          | Estadio Hernán Ramírez Villegas   | 2-1       | Copa América 2001          |
| 6  | 29 de julio de 2001     | Colombia          | Pereira          | Estadio Nemesio Camacho           | 0-1       | Copa América 2001          |
| 7  | 23 de agosto de 2001    | Liberia           | Veracruz         | Luis "Pirata" Fuente              | 5-4       | Amistoso                   |
| 8  | 2 de septiembre de 2001 | Jamaica           | Kingston         | Independence Park                 | 2-1       | Clasificación Mundial 2002 |
| 9  | 5 de septiembre de 2001 | Trinidad y Tobago | Ciudad de México | Estadio Azteca                    | 1-1       | Clasificación Mundial 2002 |
| 10 | 7 de octubre de 2001    | Costa Rica        | San José         | Estadio Ricardo Saprissa Aymá     | 0-0       | Clasificación Mundial 2002 |
| 11 | 13 de marzo de 2002     | Albania           | San Diego        | Qualcomm Stadium                  | 4-0       | Amistoso                   |
| 12 | 3 de abril de 2002      | Estados Unidos    | Denver           | INVESCO Field at Mile High        | 0-1       | Amistoso                   |

## Palmarés

### Campeonato nacional
| Categoría                  | Título        | Club    | País   |
| -------------------------- | ------------- | ------- | ------ |
| Primera División de México | Invierno 2000 | Morelia | México |